# Phaulopsis micrantha
Phaulopsis micrantha är en akantusväxtart som beskrevs av C. B. Cl.. Phaulopsis micrantha ingår i släktet Phaulopsis och familjen akantusväxter. Inga underarter finns listade i Catalogue of Life.